# Marnix D'Haveloose

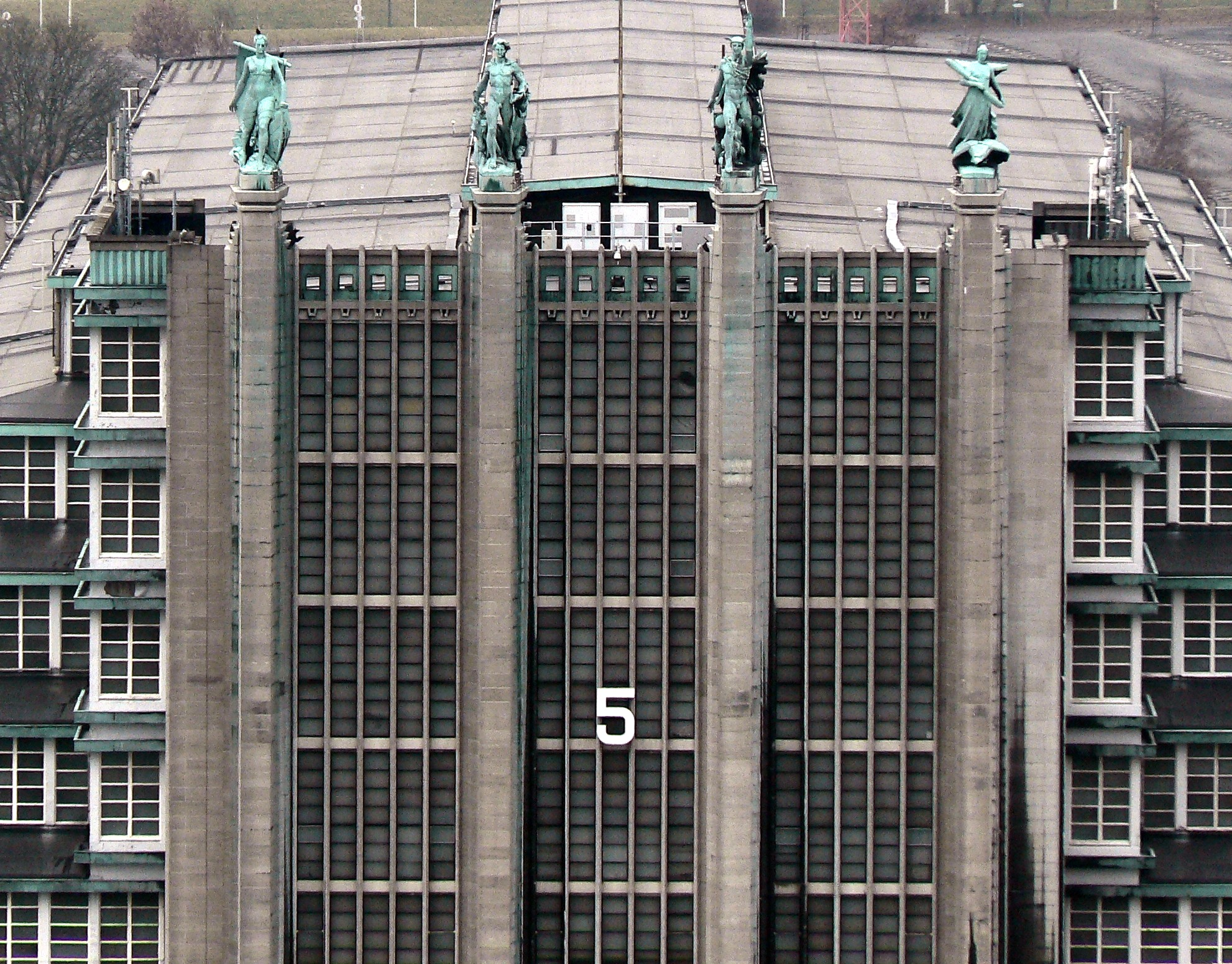
De spoorwegen, op de derde pilaar van het Eeuwfeestpaleis (1935)

Marnix D'Haveloose (Maldegem, 1885 - Brussel, 1973) was een Belgisch beeldhouwer en schilder. Zijn eerste kennismaking met de sculpturale techniek was in het atelier van de Brugse kunstenaar Michel D’Hondt. Daarna schreef D'Haveloose zich in aan de Brusselse Kunstacademie, waar hij in 1910 afstudeerde. In dat jaar won hij de Godecharleprijs voor beeldhouwkunst. Na een verblijf in Engeland tijdens de Eerste Wereldoorlog vestigde hij zich definitief in Brussel. Hij was er professor (1935-1955) en directeur (1951-1955) aan de Academie. Hij is onder meer bekend om de bekoorlijke beweging van zijn danseressen (sommige geïnspireerd op Isadora Duncan). Hij maakte ook busten, oorlogsmonumenten en grafsculpturen. In de jaren 30 zette hij zich aan het schilderen.
D'Haveloose was gehuwd met Marguerite, dochter van de Antwerpse aquarellist Henri Cassiers en de Brugse journaliste Caroline Popp.
In zijn geboortedorp is een laan naar hem vernoemd.

## Werk
Een deel van zijn beeldhouwwerk bevindt zich in de publieke ruimte:
- Het toilet (beeldengroep uit 1910, Parc de la Boverie)
- Danseres (Provinciedomein Huizingen)
- Minerva (monument voor de advocaten-oorlogsslachtoffers, Justitiepaleis van Brussel)
- De spoorwegen (monumentaal brons op het Eeuwfeestpaleis aan de Heizel)